# ヤマルLNG
ヤマルLNG(ロシア語：Ямал СПГ)は、ロシアのヤマル半島北東部のサベッタに位置する液化天然ガスプラントである。

## 概要
天然ガス埋蔵量はロシア最大とされるヤマル半島を開発するこの計画はJSC Yamal LNGが進めている。株式保有比率はノヴァテク（ロシア）が50.1%、トタル（フランス）と中国石油天然気集団が20%ずつ、シルクロード基金（中国）が9.9%である。
総責任者はGleb Luxemburg だったが、2014年9月にCEOがEvgeny Kotになった。
かつてガスプロム（ロシア）が同名の代替計画を提案した事が有り、提携候補としてエクソンモービルとコノコフィリップス（共にアメリカ合衆国）が挙がっていた。
ロイヤル・ダッチ・シェル（オランダ）やレプソル（スペイン）、ペトロ・カナダも可能性が有るとされた。
2014年クリミア危機からの西側諸国の経済制裁でロシアが資金調達できなくなった際は中国企業との提携で問題は解決された。
LNGは主に南タンベイスコエガス田から供給され、その多くが北極海航路を通って中国に送られる。テクニップと日揮と千代田化工建設からなる合弁企業が設計・調達・建設を受注遂行した。
予想費用は270億$で、3基の合計処理能力は年間1650万tである。関連設備は中国製が7割超を占める。
1基目は2017年末に操業開始し、2021年までに完全稼働予定である。
プラントに加え、海港と空港と発電所も建設された。
発電所はテクノプロメックスポートが建設し、タービンはシーメンスが提供する。
発電能力は380MWで、2018年から稼働している。
港湾建設は2013年9月に始まり、2018年に完工した。
また、2つ目のLNGプラントである「Artic LNG 2」が、対岸のギダン半島で計画されている。

## 砕氷LNG輸送船
一年を通してLNGを輸出するために、厚さ2.5mの氷を砕ける砕氷船を15隻契約した。
ヤマルLNGはSovcomflotから1隻、商船三井から3隻、Dynagasから5隻、Teekayから6隻を借りる。
大宇造船海洋（韓国）は16隻の複動砕氷式ガスタンカーを製造し、それらをソヴコムフロット（ロシア）が運行する。
2017年8月、最初の砕氷船のChristophe de Margerieが、19日をかけてノルウェーから韓国に移動した。